# Nototriche pulverulenta
Nototriche pulverulenta là một loài thực vật có hoa trong họ Cẩm quỳ. Loài này được B.L. Burtt & A.W. Hill mô tả khoa học đầu tiên năm 1948.